# Анапол Мали
Анапол Мали (пољ. Annopol Mały) је село у Пољској које се налази у војводству Лођском у повјату Томашовском у општини Черњевице.
Од 1975. до 1998. године ово насеље се налазило у Пиотрковском војводству.